# Zange no yaiba
Zange no yaiba (懺悔の刃, Espasa de penitència) és una pel·lícula muda japonesa de 1927 escrita i dirigida per Yasujirō Ozu. És la primera pel·lícula dirigida per Ozu i també va ser la primera de les seves moltes col·laboracions amb el guionista Kogo Noda. És una pel·lícula perduda. No hi ha cap guió, negatiu o impressions.

## Sinopsi
Sakichi, que acaba de ser alliberat després de cinc anys a la presó, li diu al seu germà petit Ishimatsu que té la intenció de deixar el crim quan irromp un conegut d'ells, Genshichi. Genshichi fuig dels agents de la llei, després ha estat interromput en el curs d'un robatori. Sakichi i Ishimatsu li permeten amagar-se amb ells, però Sakichi l'insta a renunciar a la seva vida de crim. Genshichi se'n burla i desapareix. Sakichi és aprenent d'un comerciant d'arròs i amb la seva diligència i honestedat es guanya la confiança del seu empresari. Ishimatsu roba un valuós adorn de cabell a Oyae, la filla d'un ric comerciant. Mentre fuig, perseguit pel conestable Manabe, es troba amb Sakichi per la carretera. Sense avís, prem l'ornament a la mà d'en Sakichi i marxa corrent.
Manabe veu l'ornament en poder d'en Sakichi i està a punt de detenir-lo quan arriben l'Oyae i el seu assistent i li diuen que en Sakichi no és el lladre. En Manabe deixa anar en Sakichi, però li pregunta sobre Ishimatsu. Sakichi nega saber el parador d'Ishimatsu. Aleshores, Manabe revela el passat criminal d'en Sakichi, fet que fa que sigui acomiadat del seu aprenentatge. Desesperat, es dona a la beguda.
Ishimatsu finalment decideix arreglar el que ha fet i suggereix a Sakichi que haurien de tornar junts al seu poble natal, però el Sakichi, desil·lusionat, diu que la societat no permetrà que ningú amb antecedents penals doni un nou full perquè no creurà que la conversió és genuïna. Temps després, Ishimatsu i Sakichi són perseguits pels agents. Se separen i Sakichi és ajudat per l'Oyae, que l'amaga al local comercial del seu pare. L'endemà al matí Sakichi escolta el so dels diners que es compten a l'habitació del costat. Fent-se el somnàmbul, agafa la caixa de diners. El pare d'Oyae s'absté de condemnar-lo com a lladre i fins i tot li dona més diners perquè pugui començar una nova vida. Sakichi se'n va a casa i està agafant les seves pertinences amb la intenció de tornar al seu poble natal quan Genshichi arriba i li demana una part dels diners. Després d'una baralla, Genshichi fuig. Per casualitat, troba l'Ishimatsu i l'ataca. L'Ishimatsu, malferit, es dirigeix cap a la casa d'en Sakichi, que després està envoltada per un grup d'agents dirigits per Manabe. Sakichi lluita per sortir, va a la casa on s'amaga Genshichi, mata en Genshichi, allibera l'Oyae, a qui Genshichi ha segrestat, i la retorna segura al seu pare, el seu benefactor. Ishimatsu mor, i Sakichi es queda reflexionant desesperat sobre l'elecció entre morir ell mateix o convertir-se en criminal.

## Connexió amb pel·lícules americanes
L'argument de la pel·lícula es va resumir a la revista de cinema japonesa Kinema Junpō 「キネマ旬報」 (1 d'octubre de 1927). La ressenya de la mateixa revista sobre la pel·lícula (21 de novembre de 1927) assenyala que deu gran part de la seva trama a les pel·lícules americanes, incloses Kick In (dirigida per George Fitzmaurice en dues versions, 1917 i 1922; títol japonès El col·lapse de la civilització [Bunmei no hakai]「文明の破壊」) i Les Misérables (1917, dirigida per Frank Lloyd). Els dos articles de Kinema Junpō es reprodueixen a les obres recopilades de Yasujirō Ozu.

## Repartiment
- Saburō Azuma com Kisarazu no Sakichi
- Kunimatsu Ogawa com a Kinezumi no Ishimatsu (el germà petit de Sakichi)
- Kanji Kawara com a Katsujūrō Manabe (el conestable)
- Shōichi Nodera com a Yamashiroya Shōzaemon
- Eiko Atsumi com a Oyae (filla de Shozaemon)
- Miyako Hanayagi com a Otatsu (la infermera d'O-yae)
- Hatsuko Konami com a Omatsu
- Reikichi Kawamura com a Kurikara no Genshichi

## Producció
La pel·lícula és la primera que va fer Ozu després de ser ascendit d'ajudant de direcció a director. Avui dia no hi ha cap guió ni gravat. Part de la pel·lícula va ser dirigida per Torajirō Saitō quan Ozu va ser convocat per al servei militar abans que es completés el rodatge. Ozu va dir que era una tasca que no li agradava molt: les pel·lícules d'època eren considerades menys prestigioses que les peces modernes i tenia un guió propi que volia filmar. Només va veure la pel·lícula completa una vegada, a l'estrena, i no li va semblar realment la seva obra. (Entrevista amb Ozu a Kinema Junpō juny de 1952, número 1, citat a Inoue, Vol 1, p. 16) 